# Чэры
Чэры (𐍤, коми чэры, также черы и чоры) — двадцать первая буква древнепермского алфавита, использовавшегося для записи языка коми и в качестве тайнописи старорусского языка.

## Использование
Буква 𐍤 обозначала звук [t͡ʂ], что соответствует кириллической букве Щ щ в алфавите Молодцова и диграфу Тш тш в современном алфавите. Кроме того, обозначала палатализованный звук [t͡sʲ], в этом случае могла помечаться надстрочным знаком (𐍤̀). В этом значении буква соответствует Ч ч в алфавите Молодцова и современном алфавите. В русских тайнописных текстах также соответствует кириллической ч, но иногда вместо неё используется шой.
Также использовалась для обозначения числа 400 (иногда в сочетании с титлом, аналогично кириллической системе счисления).

## Название
В различных списках встречаются варианты названий черы и чоры. В. И. Лыткин полагает, что первоначальным названием буквы было чэры. Чэры в переводе с языка коми означает ‘рыба’.

## Начертание
Происхождение буквы, предположительно, связано с греческой буквой θ.

## Кодировка
Буква была закодирована в блоке Юникода «Древнепермское письмо» (англ. Old Permic) в версии 7.0, вышедшей 16 июня 2014 года, под кодом U+10364.